# Pseudo-Jacquemart
Le Pseudo-Jacquemart est un maître anonyme enlumineur actif à Paris et à Bourges entre 1380 et 1415. Il doit son nom à sa collaboration étroite avec le peintre Jacquemart de Hesdin. 

## Éléments biographiques et stylistiques
L'artiste désigné sous le nom de Pseudo-Jacquemart est un peintre français peut-être d'origine flamande. C'est Millard Meiss qui distingue pour la première fois son travail des œuvres de Jacquemart de Hesdin. Il travaille essentiellement au service de Jean Ier de Berry, à l'ombre des grands enlumineurs que le duc de Berry emploie : outre Jacquemart, Jean Le Noir ou les frères de Limbourg à la fin de sa carrière, dont il emprunte le style. Il réalise en général pour eux les décorations annexes aux miniatures : scènes marginales, petites miniatures de calendrier ou lettrines,. Il travaille aussi en parallèle pour d'autres commanditaires anonymes pour qui il réalise des livres d'heures, en collaborant avec d'autres peintres parisiens. 
Pour Meiss, le style du maître anonyme est une imitation purement servile des grands peintres dont il est au service. D'autres historiens d'art ont distingué depuis un sens de la composition plus théâtral que chez son maître, un trait plus assuré et une palette de couleurs plus intense.
Il est parfois identifié à Jean Petit, beau-frère de Jacquemart de Hesdin lui-même. Dans les textes, les deux peintres sont mentionnés dans la décoration du palais de Poitiers à la demande de Jean de Berry. À cette occasion, en janvier 1398, un autre peintre nommé Jean de Hollande les accusent de lui avoir volé des pigments et des modèles dans son coffre. Le peintre est finalement tué et les deux peintres se réfugient à l'abbaye de Montierneuf à Poitiers où ils obtiennent le droit d'asile. Le duc de Berry finit par leur obtenir une lettre de rémission en mai 1398.

## Manuscrits attribués

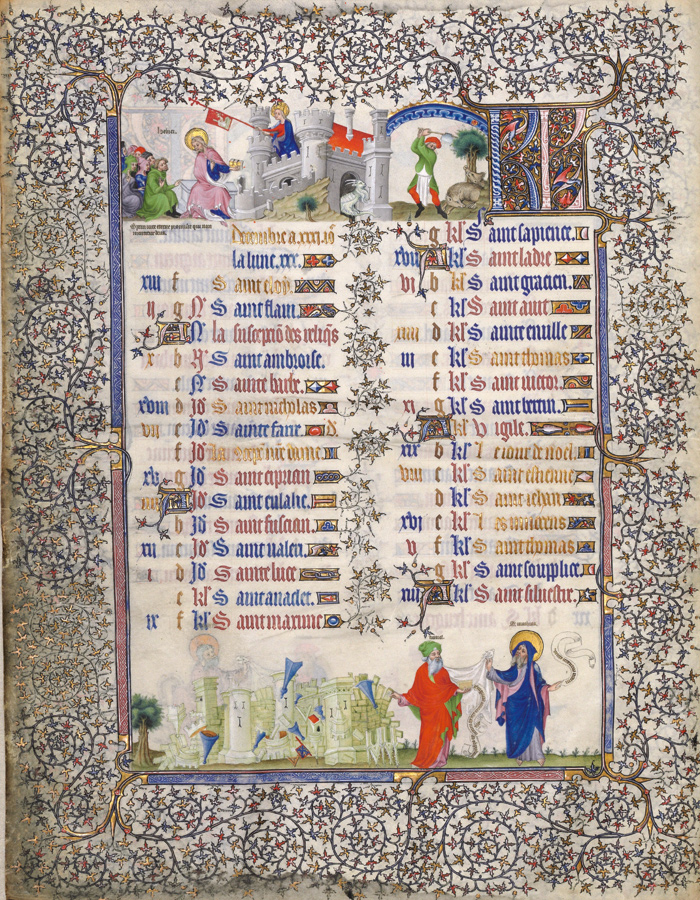
Mois de décembre du calendrier des Grandes Heures du duc de Berry, f.6v

- Bréviaire à l'usage de Saint-Ambroix de Bourges, vers 1380, Bibliothèque municipale de Bourges, Ms.16
- La Légende dorée, un manuscrit de Jacques de Voragine, vers 1382, British Library, Londres, Royal 19 B XVII[5]
- Les Petites Heures de Jean de Berry, en collaboration avec Jacquemart de Hesdin et le Maître de la Trinité, vers 1385-1390, Bibliothèque nationale de France, Lat.18014
- Psautier de Jean de Berry, vers 1386, 6 miniatures, en collaboration avec André Beauneveu et Jacquemart de Hesdin, BNF Fr13091[6]
- Les Très Belles Heures de Notre-Dame, réalisation des lettrines et bas de pages lors de la première campagne d'enluminures en collaboration avec le Maître du Parement de Narbonne, vers 1390-1405, BNF, NAL 3093
- Heures à l'usage de Rome pour une dame inconnue (Marie, fille du duc ?), en collaboration avec le Maître de la Mazarine et le Maître de Luçon, vers 1400, Bibliothèque municipale de Quimper, Ms.42
- Bible historiale de Guiart des Moulins, quelques miniatures (ff. 1, 3v-5v, 7-8, 10-16) attribuées à un suiveur de Jacquemart de Hesdin parfois identifié au Pseudo-Jacquemart, BL, Harley 4381[7]
- Livre d'heures à l'usage de Bourges, quelques miniatures en collaboration avec le Maître de Luçon, vers 1405-1410, British Library, Yates Thompson 37
- Livre d'heures, vers 1410, Bibliothèque nationale de Russie, Saint-Pétersbourg, Rasn. Q.v.I,8
- Les Grandes Heures du duc de Berry, réalisation des petites miniatures, vers 1407-1409, BNF, Lat.919
- Livre d'heures, vers 1410, Getty Center, Los Angeles, Ms.36[8]
- Lectionnaire de l'office de la Sainte-Chapelle de Bourges, en collaboration avec l'atelier du Maître de Boucicaut, vers 1410, BM Bourges
- Les Très Riches Heures du duc de Berry, réalisation des initiales de la deuxième campagne de réalisation, vers 1411-1416, Musée Condé, Chantilly, Ms.65